# 朱秉蓮
朱秉蓮（1901年—1940年），字愛周，生於江蘇省海州直隸州贛榆縣朱莊村（今江蘇省連雲港市贛榆區），中華民國政治人物，中國國民黨籍，曾任贛榆縣保安局長，升任贛榆縣縣長。在抗日戰爭中身亡，入祠中華民國忠烈祠。

## 生平
1918年，錄取江蘇省第十一中學，1922年，考取北平高等警官學校。畢業後，以警官身份，任職江蘇省贛榆縣公安局長，升任縣長備大隊長與縣政府秘書。1936年，任江蘇省第三水警區區長。1938年，國民政府任命其為贛榆縣縣長，他在當地組織江蘇省警備旅，加入國民革命軍第八十九軍，在顧祝同與韓德勤指揮下，與日軍作戰。1939年，日軍攻下贛榆縣縣城，朱秉蓮率眾退守山區，協同中共新四軍，進行游擊戰。1940年，在作戰中身亡。

## 身後與親族
朱秉蓮過世後，發生新四軍事件，其子其璠、其亮率警備旅殘部，編入林彪麾下八路軍一一五師，為陳士榘直屬部隊。在對日抗戰結束後，國共內戰爆發，江蘇警備旅在山東日照的殘部，隨梁興初進入東北，編入第四野戰軍第三十八軍，1950年曾參與韓戰。留在江蘇的部隊，則編入第三野戰軍第三十一軍，與國民黨軍隊作戰。1946年，其子朱其塘、朱其均因為協助中共人民解放軍後勤工作，被國民政府處決。隨國民政府敗退，第三十一軍移防福建，參與金門戰役，以及之後的八二三砲戰，為對台灣作戰的主力部隊。
1949年，其子朱其璠與其孫朱學賓隨中華民國政府撤退至台灣。朱秉蓮被承認為抗日烈士，入祠台北市忠烈祠。其孫朱學恆為台灣網路紅人與政論家。
在中華人民共和國成立後，留在中國大陸的家族，被劃為國民黨右派。朱秉蓮之妹，在反右運動至文革期間，曾被下放勞改數十年。其家族也因為被列為右派，長期遭受監控。1983年，中華人民共和國江蘇省追認朱秉蓮的抗日烈士身份，重建他在文革期間被搗毀的墳墓。